# Zorocrates mordax
Zorocrates mordax is een spinnensoort uit de familie Zoropsidae. De soort komt voor in Mexico.